# لوكا جوريتشيتش
لوكا جوريتشيتش هو لاعب كرة قدم بوسني في مركز الهجوم، ولد في 25 نوفمبر 1996 في نويشتات أن در آيش في ألمانيا. لعب مع نادي شيروكي برييغ.

## وصلات خارجية
- لوكا جوريتشيتش على موقع دوري كوريا الجنوبية (الإنجليزية)
- لوكا جوريتشيتش على موقع قاعدة بيانات كرة القدم.إي يو (الإنجليزية)
- لوكا جوريتشيتش على موقع Soccerway.com (الإنجليزية)
- لوكا جوريتشيتش على موقع عالم كرة القدم.نت (الإنجليزية)